# Salvador Loschiavo
Salvador Loschiavo (São Paulo, 14 de fevereiro de 1900 – 23 de agosto de 1983) foi um futebolista brasileiro que atuava como zagueiro.
O grande momento de Loschiavo na carreira foi sua passagem pelo Palestra Itália. Vindo do Ypiranga, Loschiavo jogou no Palestra entre 1922 e 1933, atuando em 148 partidas (103 vitórias, 24 empates e 21 derrotas) e fazendo 31 gols, o que o coloca como segundo zagueiro com mais gols na história do clube, atrás apenas de Luís Pereira. Também foi campeão paulista duas vezes, em 1926 e 1932.

## Títulos
Palestra Itália
- Campeonato Paulista: 1926 e 1932
- Campeonato Paulista Extra: 1926